# Reclam-Verlag

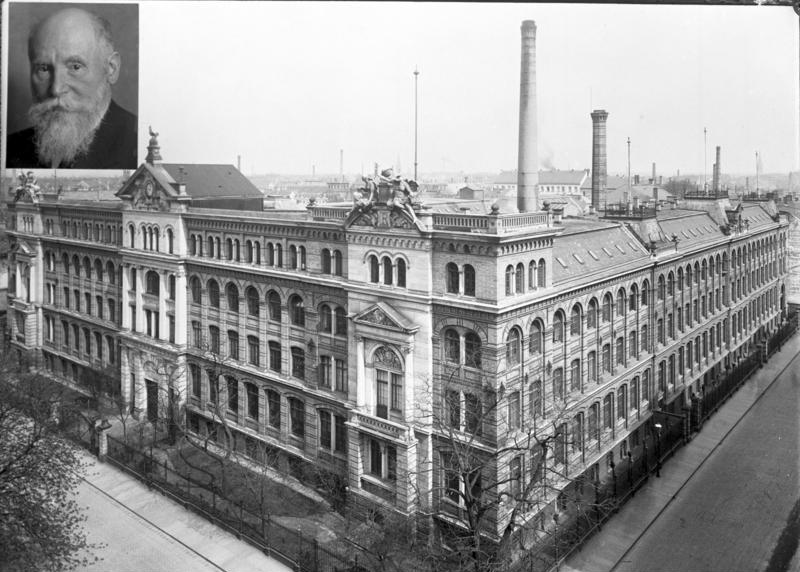
Leipzig, Geschäftshaus des Reclam-Verlages, 1928

Die Philipp Reclam jun. Verlag GmbH ist ein mittelständischer deutscher Verlag. Den besonders als Herausgeber der Reclams Universal-Bibliothek bekannten Verlag hatte Anton Philipp Reclam 1828 in Leipzig gegründet. Der westdeutsche Zweig des Verlages entstand nach dem Zweiten Weltkrieg im September 1947 in Stuttgart und hat seit 1980 seinen Sitz im nahen Ditzingen. Das Stammhaus wurde unter dem Namen Reclam Leipzig bis zum 31. März 2006 in Leipzig fortgeführt. Der Verlag, der sich seit seiner Gründung in Familienbesitz befindet, beschäftigt etwa 50 Mitarbeiter (Stand von 2017).
Der Verlag ist eine Tochtergesellschaft der Philipp Reclam jun. GmbH & Co. KG, Stuttgart.

## Programm
Das Programm von Reclam gliedert sich in drei große Hauptbereiche: die Universal-Bibliothek, auf die der Großteil von Auflage und Umsatz des Verlages zurückgehen, das Hardcover-Programm mit Nachschlagewerken zu Kunst und Kultur, Sachbüchern und Geschenkbüchern sowie das Taschenbuchprogramm. Zusätzlich wurde das Programm 2013 noch um die Reihe Reclam XL erweitert.

### Reclams Universal-Bibliothek

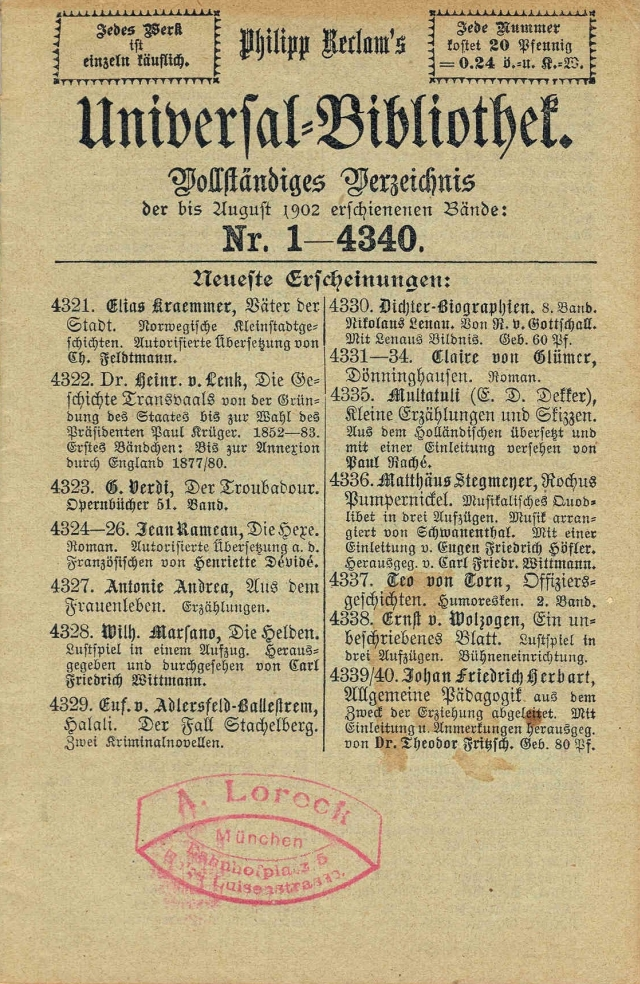
Verlagsverzeichnis von 1902

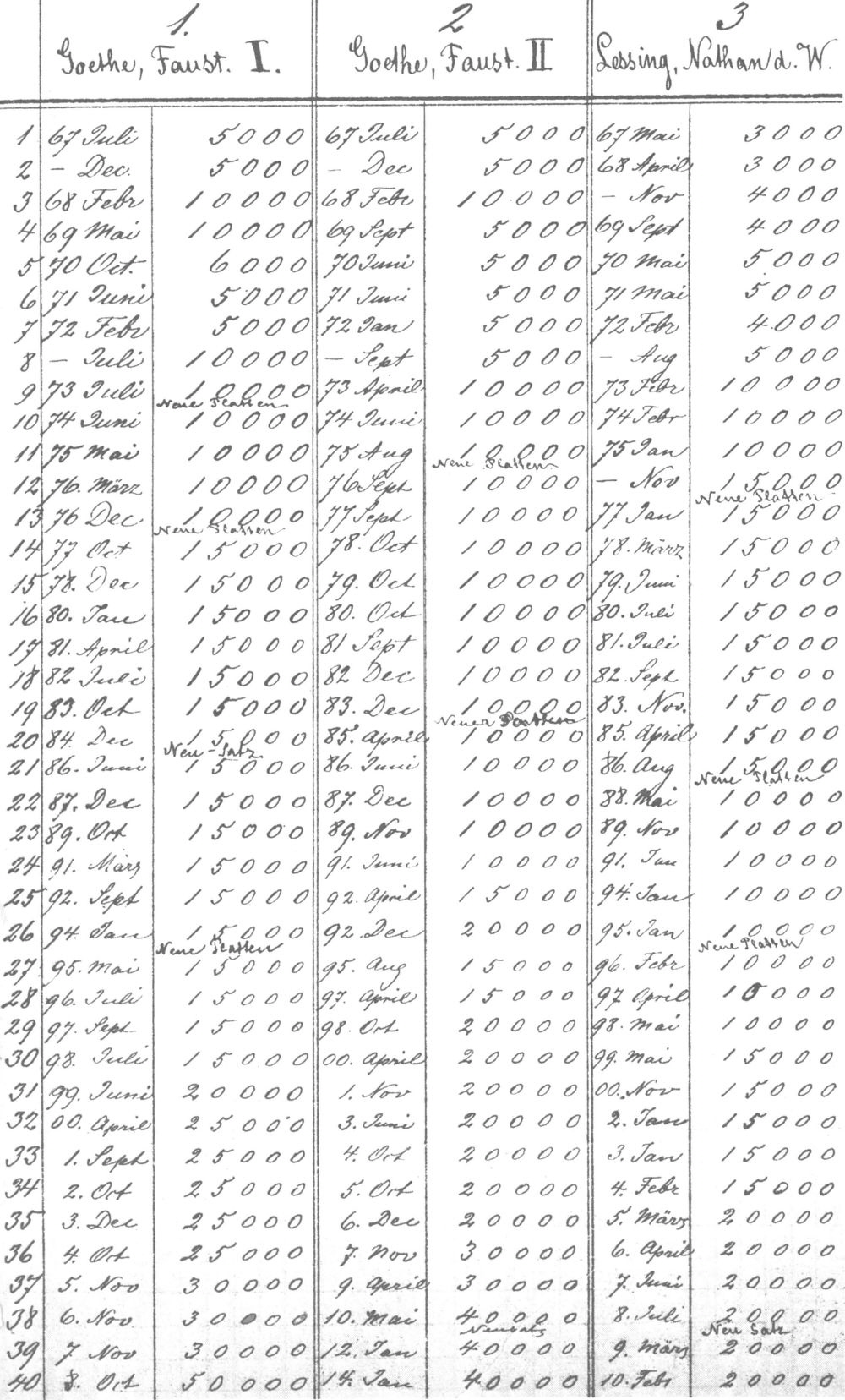
Auflagenbuch für die ersten drei Bände der Universal-Bibliothek

Wichtigster Programmteil für den Verlag oder in den Worten des ehemaligen Geschäftsführers Frank R. Max das „Herzstück des Verlages, das, was die Marke Reclam im Kern ausmacht“, ist die Universal-Bibliothek (UB). In den Reclam-Heften erscheinen seit Mitte des 19. Jahrhunderts Klassikerausgaben, die durch ihren geringen Preis, ihre geringe Größe und ihre einheitliche Gestaltung auffallen. Sie ist die älteste deutschsprachige Taschenbuchreihe, und ihr liegt das Bestreben zu Grunde, einen einmal gedruckten Titel nach Möglichkeit lieferbar zu halten. Die genaue Zahl der je erschienenen Titel ist unbekannt, sie liegt jedoch im fünfstelligen Bereich.
Die Nachkriegs-Auflage der Universal-Bibliothek lag bis 2003 bei 35 Millionen Exemplaren.
Von Beginn an wurden die Gestaltungen der Heftchendeckel mehrfach verändert. Das reicht von ursprünglich durch Schrift und Ornamentik verzierte Titel in Fraktur, über eine vereinfachte Variante, auf welcher oben und unten in Versalien UNIVERSAL und BIBLIOTHEK steht, dazwischen ist der Name des Autors und der Titel in kursiver Schrift mit Serifen angeordnet, bis zu (zumindest die DDR-Ausgaben der 1970er und 1980er Jahre) zwar gleicher Gestaltung, aber mit schwarzem Hintergrund. Die Maße der Büchlein haben sich von zuerst 10 × 16,8 cm auf 11 × 18 cm vergrößert.
Seit der ersten Serie des Jahres 2012 wird die Universal-Bibliothek mit neu gestalteten Covern ausgeliefert, die Friedrich Forssman und Cornelia Feyll für die Universal-Bibliothek entwickelt haben. Die neue Gestaltung löste das seit 1988 von Hans Peter und Brigitte Willberg konzipierte Erscheinungsbild der UB (Stuttgarter Ausgabe) ab.
Die (gelbe) Universal-Bibliothek hat jährlich zirka hundert Neuerscheinungen.
Innerhalb der Universal-Bibliothek sind die Hefte durch einen Farbcode abgesetzt:
1. Gelb: Einsprachige Ausgaben in deutscher Sprache, meist mit Anmerkungen und Vorwort oder Nachwort. In dieser Reihe finden sich auch Übersichtswerke beispielsweise zur deutschen Literatur, zur Geschichte oder zur Philosophie.
2. Rot: Fremdsprachige Ausgaben mit Vokabelhilfe. In Englisch, Französisch, Spanisch, Italienisch, Latein oder Russisch.
3. Orange: Zweisprachige Ausgaben, Deutsch-Fremdsprache.
4. Blau: Lektüreschlüssel (für Schüler) und Arbeitstexte, beispielsweise Kurzgeschichten für einen bestimmten Jahrgang.
5. Grün: Erläuterungen, Interpretationen, Quellentexte.
6. Magenta: Sachbuch zu den Themenbereichen Politik, Geschichte, Gesellschaft, Naturwissenschaft, Kunst, Musik und Religion.

### Reclam Hardcover
Reclam führt auch gebundene Bücher. Der bekannteste Teil des Reclam Hardcover-Programms sind die seit mehr als 50 Jahren eingeführten, ständig aktualisierten Musik- und Theaterführer.
Seit 2003 sind auch die Sachbücher (im Format der UB) und größerformatige einbändige Nachschlagewerke auf einen Blick zu erkennen. Sie sind in einem neu gestalteten, einheitlichen Erscheinungsbild auf dem Markt.
Die Geschenkbuchreihen präsentieren seit 2003 Gedichte, Aphorismen und Geschichten für Menschen, die Lust am Lesen haben – das Hardcover-Pendant zur bunten Reihe der Universal-Bibliothek.
Die 2008 ins Leben gerufene Reihe Reclam Bibliothek präsentiert Klassiker der Weltliteratur in besonderer Ausstattung. Teils wurden die Texte neu übersetzt oder herausgegeben, teils um Illustrationen ergänzt. Die Reihengestaltung von Friedrich Forssman und Cornelia Feyll erhielt beim Wettbewerb der Stiftung Buchkunst Die schönsten Bücher 2008 den 2. Preis.

### Reclam Taschenbuch
Seit Oktober 2007 gibt es Reclam auch im Taschenbuchformat: Die Reihe Reclam Taschenbuch bietet in leserfreundlichem Layout Klassiker, Sachbücher und Texte zeitgenössischer Autoren, ab der 2. Serie 2015 in neuer Gestaltung.

### Reclam XL – Text und Kontext
Seit 2013 erscheint die neue Reihe Reclam XL – Text und Kontext. Diese neuen Ausgaben für den Deutschunterricht bieten Klassikertexte mit Kommentar, im größeren Format (11,4 × 17 cm), aber im Textteil seiten- und zeilenidentisch mit den Bänden der Universal-Bibliothek. So können alle UB- und XL-Ausgaben sowie die zugehörigen Lektüreschlüssel, Erläuterungsbände und Interpretationen miteinander verwendet werden.

### Reclam Leipzig
Bis Anfang 2006 wurden als Reclam Leipzig neue Autoren der Belletristik und Sachbücher veröffentlicht. In dieser Reihe erschienen relativ viele Übersetzungen zeitgenössischer Autoren; bekannte Veröffentlichungen der Reihe sind Schlafes Bruder, Claudia Schreibers Emmas Glück oder die Bücher von Sibylle Berg. Unter den Sachbüchern finden sich zeitgenössische (sozial-)philosophische Texte (Dirk Baecker, Umberto Eco etc.), einige Biographien sowie Texte zur Populär- und Alltagskultur. Titel mit dem Imprint Reclam Leipzig, unter dem bis 2006 Belletristik und unterhaltsame Sachbücher veröffentlicht wurden, sind aber weiterhin lieferbar.

## Geschichte

### Gründung

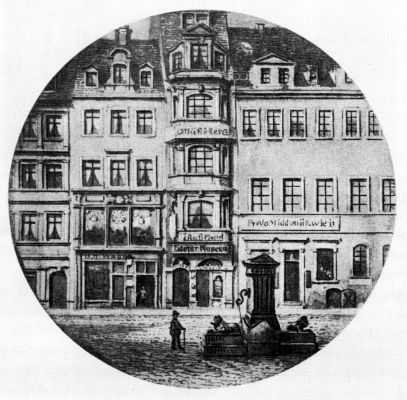
Das „Literarische Museum“, Gründungsort des Reclam-Verlags (etwa 1830)

Die Geschichte des Verlags ist eng mit der Familiengeschichte der Reclams verwoben. Diese lassen sich bis ins 16. Jahrhundert nach Savoyen zurückverfolgen. Reclams waren im Laufe der Geschichte Juwelenhändler, Goldschmiede, Kaufleute, Buchhändler, Prediger, Gelehrte oder Soldaten: Die Tradition im Buchhandel begründete Carl Heinrich Reclam (eigentlich Charles Henri, 1776–1844). Sein Vater war noch Juwelier Friedrichs des Großen gewesen, Carl Heinrich zog nach Leipzig und eröffnete dort eine Buchhandlung für französische Literatur.
Nach einer Lehre zum Buchhändler und -drucker in Braunschweig folgte Carl Heinrichs Sohn Anton Philipp (getauft: Antoine Philippe) seinem Vater nach. Er lieh sich vom Vater 3000 Taler und kaufte dafür eine Leihbibliothek, das Literarische Museum, in der Grimmaischen Straße in der Leipziger Innenstadt. Thomas Mann beschrieb den Ort anlässlich des Verlagsjubiläums 100 Jahre später: „Das so genannte Museum war eigentlich kein Museum, sondern ein gefährlich lebensvoller Ort: eine Stätte der Lektüre, der Diskussion, der Kritik! Wo alles verkehrte, was im guten Leipzig der falschen und frömmlerischen Ordnung aufsässig war.“ Am 1. Oktober 1828 gründete Anton Philipp Reclam den Verlag des literarischen Museums in seiner Heimatstadt Leipzig. 1837 verkaufte Reclam das literarische Museum und nannte den Verlag in Philipp Reclam jun. um. Er erwarb zwei Jahre später eine Druckerei. Sein Sohn beschrieb ihn später als schroffen und unnahbaren Vorgesetzten, der hart arbeitete und von seinen Mitarbeitern denselben Einsatz verlangte.
1839 kaufte Anton Philipp eine Akzidenzdruckerei in der Leipziger Königsstraße. Erste schlechte Erfahrungen und säumige Schuldner bei Auftragsdrucken ließen ihn bald nur noch eigene Werke drucken. Die ersten größeren Auflagen des Reclam-Verlags entstanden. Darunter befanden sich Bibel-Ausgaben, das Schmidtsche französische Handwörterbuch wie auch Musikalien, z. B. Das singende Deutschland.
Der Verlag war anfangs mit der politischen Bewegung des Vormärz verbunden. Unter anderem gab er die Zeitschriften Charivari sowie die Leipziger Locomotive heraus, der bereits kurz nach ihrem Erscheinen die Konzession wegen demokratischer Aufrührigkeit entzogen wurde. 1846 verbot ein Hofdekret gar den Verkauf sämtlicher Reclam-Bücher in Österreich-Ungarn, da sie als zu antihabsburgerisch angesehen wurden. Ein Leipziger Gericht verurteilte Philipp Reclam 1848 zu einer Gefängnisstrafe, da im Verlag die Übersetzung von Thomas Paines Das Zeitalter der Vernunft. Eine Untersuchung der wahren und unwahren Theologie erschienen war.
Nach der gescheiterten Märzrevolution 1848 und den empfindlichen Verkaufseinbußen, die das Metternich-Dekret mit sich brachte, wandelte sich das Unternehmensbild. Der Verlag konzentrierte sich nun weniger auf politisch und literarisch Aufsässiges als mehr darauf, ein erfolgreiches Unternehmen zu werden. Im Vordergrund standen nun auflagenstarke Werke der klassischen Bildung: Ausgaben der griechischen und lateinischen Klassiker von Koch; Mühlmanns lateinisches, Koehlers englisches Wörterbuch und das von diesem neu bearbeitete Schmidtsche französische Lexikon; ferner die Opernbibliothek (Klavierauszüge mit deutschem Text), Härtels deutsches Lieder-Lexikon sowie als Vorläufer der billigen Klassiker-Ausgaben Shakespeares Werke.

### Entstehung der Universal-Bibliothek

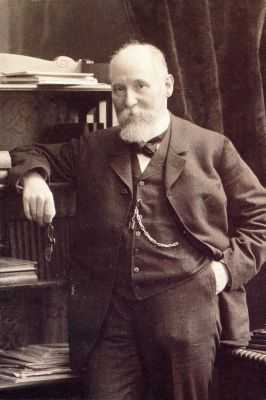
Reclam ist seit seinen Anfängen in Familienbesitz; hier Hans Heinrich Reclam, der zweite Verlagsleiter und Sohn des Verlagsgründers Anton Philipp (um 1900)

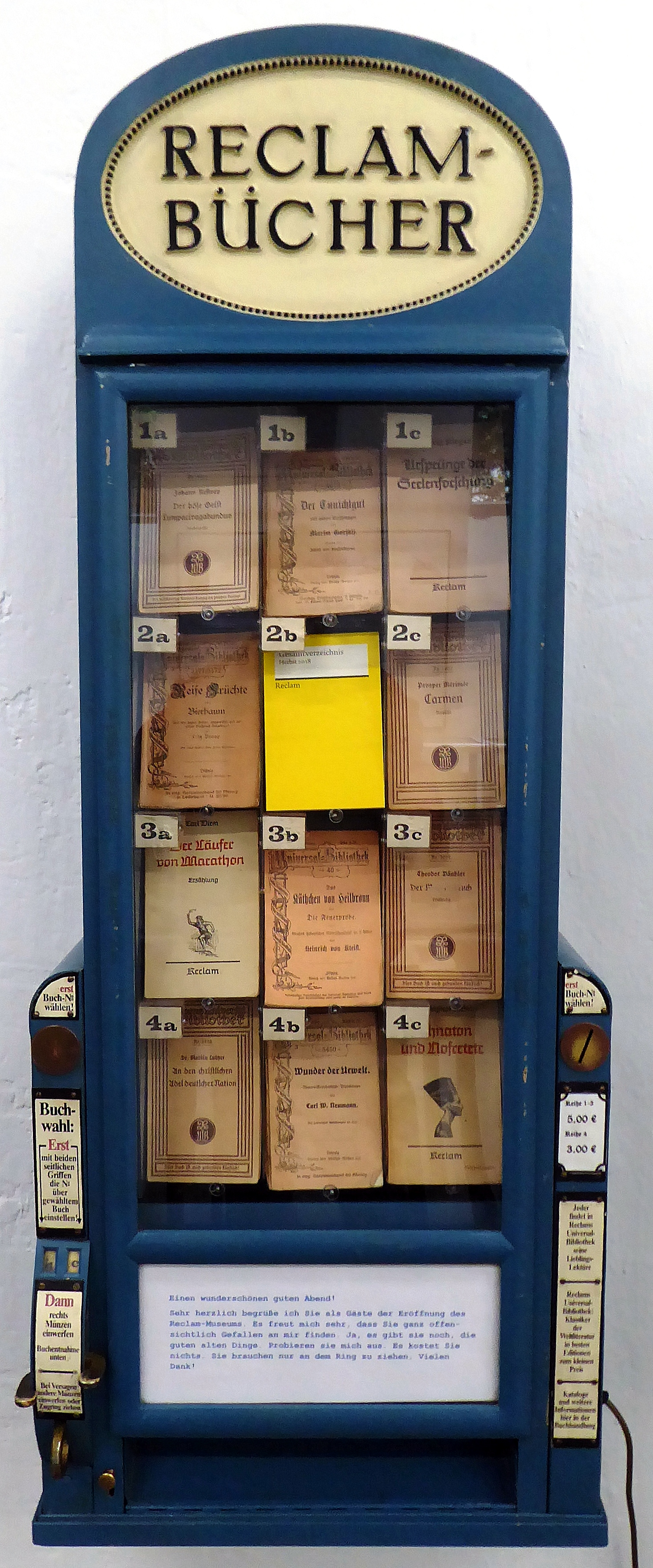
Nachbau des Reclam-Bücherautomaten von 1912 im Reclam-Museum

1858 erschien eine Shakespeare-Ausgabe, aus der 1865 eine Reihe von 25 Bändchen von Shakespeares Dramen in Einzelausgaben hervorging, die als Vorläufer der Universal-Bibliothek gilt. Mit einer Entscheidung der Bundesversammlung des Deutschen Bundes von 1856 wurde das Urheberrecht deutscher Autoren auf 30 Jahre nach deren Tod befristet; Stichtag war der 9. November 1837. Dadurch wurden deren Werke im November 1867 gemeinfrei und somit ohne Tantiemen verwertbar. Autoren wie Goethe oder Schiller waren plötzlich für die Verleger kostenfrei zu drucken.
Bereits der erste Band der Universal-Bibliothek war wenig später ein Klassiker der deutschen Literatur und der Überlieferung nach auch Anton Philipps Lieblingsbuch: Goethes Faust I. Es folgten Faust II, Lessings Nathan der Weise, Theodor Körners Liedersammlung Leyer und Schwert und Shakespeares Romeo und Julie (sic!).
Der Verlag beschrieb die Universal-Bibliothek in zeitgenössischen Anzeigen als: „Eine Sammlung von Einzelausgaben allgemein beliebter Werke, die in regelmäßiger Folge erscheinen sollen, wobei aber nicht daran gedacht ist, Werke, denen das Prädikat ‚klassisch‘ nicht zukommt, die aber nichtsdestoweniger sich einer allgemeinen Beliebtheit erfreuen, aus der Sammlung auszuschließen.“ Der Verlag brachte damit klassische Bildung auch in Bevölkerungsschichten, für die diese vorher unerschwinglich war, und trug so maßgeblich zur Ausbreitung des Kulturguts bei.
Moderne Technik und erfolgreiches Marketing trugen bald dazu bei, dass Reclam seine Bücher im Taschenbuchformat sehr günstig verkaufen konnte. Die Werke erschienen zu einem Preis von 2 Silbergroschen, später 20 Pfennig je Nummer, den der Verlag bis 1917 halten konnte. Statt 20 kostete eine Nummer danach 25 Pfennig. In der Universal-Bibliothek erschienen pro Jahr rund 140 Bände, neben deutschen Autoren auch europäische Literatur, antike und philosophische Werke, Gesetzestexte, musikalische Werke (Libretti), Nachschlagewerke und Unterhaltungsliteratur. Von zahlreichen Bändchen gab es als Miniaturausgaben gebundene Versionen in unterschiedlichen Ausstattungen.
1896 starb Anton Philipp Reclam in seinem Geburtsort Leipzig. Die Universal-Bibliothek umfasste zu dieser Zeit rund 500 Nummern (etwa 2300 Bändchen, das sind fast genauso viele verschiedene Titel). Die Verlagsleitung ging an seinen Sohn Hans Heinrich Reclam (1840–1920) über, der vorher schon wesentlich am Aufbau der Universal-Bibliothek beteiligt war.
Außerhalb der Universal-Bibliothek publizierte der Verlag mit großem Erfolg auch Bestseller der zeitgenössischen Unterhaltungsliteratur wie z. B. Eufemia von Adlersfeld-Ballestrems Schauerroman Die weißen Rosen von Ravensberg (1896), den Reclam bis in die 1940er Jahre mehr als 80 Mal neu auflegte.
Der Verlag zog 1905 in das neue Verlagsgebäude im Graphischen Viertel in Leipzig. Die hauseigene Dampfmaschine erzeugte dabei unter anderem die Energie für die über 40 Schnellpressen der Druckerei. 1908 erschien die 5000. Nummer der Universal-Bibliothek.
1912 setzte der Verlag erstmals Buchautomaten für den Verkauf ein. Die Automaten stellten sich als Verkaufserfolg heraus, und bald waren über 2000 von ihnen in Bahnhöfen, auf Schiffen, in Krankenhäusern und in Kasernen zu finden. Ein damaliger Verlagsprospekt preist die Automaten an:
„Die nebenstehende Abbildung veranschaulicht, daß der Bücherautomat eine von dem berühmten Kunstgewerbler Prof. Peter Behrens entworfene höchst vornehme und ansprechende äußere Form besitzt und wie ein Schaufenster wirkt, indem er zwölf verschiedene Bände zur Auswahl anbietet. Jedes einzelne Buch ist mit einem Streifband umgeben, auf dem in einer deutlichen Schrift mit kurzen prägnanten Sätzen der Inhalt erläutert, die Neugierde durch ein treffendes Urteil erregt oder eine Charakteristik des Autors gegeben wird – besser, als irgendein Verkäufer dazu in der Lage wäre, da er ja niemals über den einzelnen Band so genau unterrichtet sein kann. Die Auswahl wechselt fortgesetzt, denn bei jedesmaligem Kauf fällt der vorderste Band von einem der zwölf sichtbaren Stapel, und ein neues Buch lockt zur Auswahl und zum Kaufe. Da jeder Stapel 6–7 Bände enthält, bietet also ein einziger Apparat eine Auswahl von ca. 80 verschiedenen Büchern!“
Obwohl die Automaten die Verkaufszahlen angekurbelt hatten, beschloss der Verlag in den frühen 1930ern, das einmalige Experiment im deutschen Buchhandel einzustellen, da die Reparaturkosten zu hoch wurden. Die Automaten wurden abgebaut oder kamen in Museen.
Ab 1920 übernahmen nach dem Tod von Hans Heinrich die Enkel von Philipp Reclam, Hans Emil Reclam und Ernst Reclam, die Verlagsleitung. Im selben Jahr forcierte der Verlag auch die Herausgabe zeitgenössischer Autoren; darunter befanden sich Klabund, Thomas Mann, Arthur Schnitzler, Hugo von Hofmannsthal, Gerhart Hauptmann, Franz Werfel, Stefan Zweig, Arnold Zweig und Ricarda Huch.
Im Jahr 1928 hielt Thomas Mann in Leipzig die Laudatio zum 100-jährigen Bestehen des Verlages.

### Zeit des Nationalsozialismus

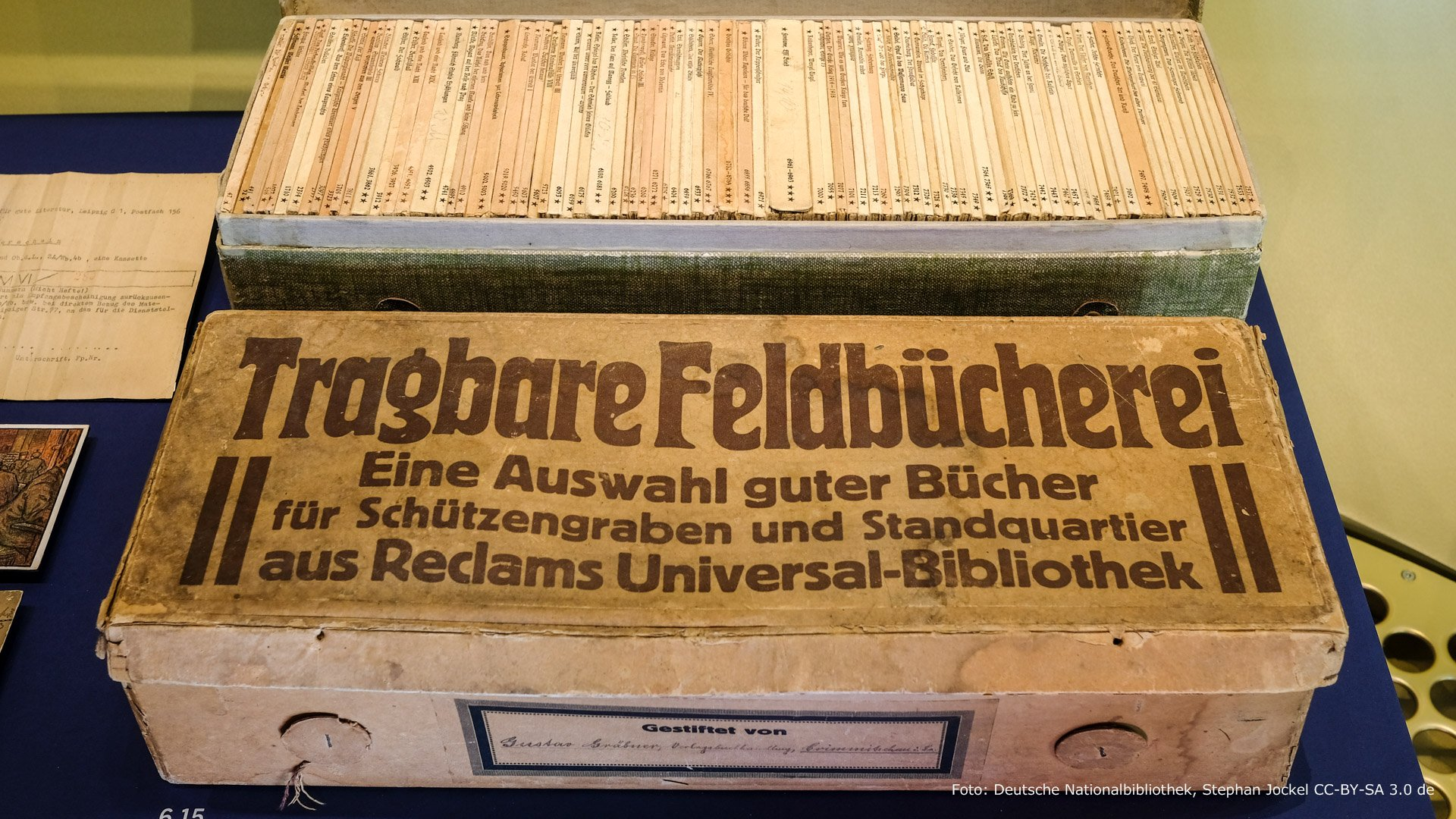
Tragbare Feldbücherei des Reclam-Verlags im Ersten Weltkrieg, ähnliche Feldbibliotheken wurden auch zu Beginn des Zweiten Weltkriegs herausgegeben

Während der Zeit des Nationalsozialismus durften viele Werke, vor allem jüdischer Autoren, nicht mehr veröffentlicht werden. Auch wichtige Hausautoren wie Thomas Mann wurden aus dem Programm gestrichen. Andere prominente Autoren, die in dieser Zeit nicht mehr bei Reclam erschienen, sind Ferdinand Lassalle, Heinrich Heine, Stefan Zweig, Arthur Schnitzler und Franz Werfel. Der Verlag passte sein Programm zufriedenstellend an, so dass der Literaturhistoriker Adolf Bartels im Völkischen Beobachter 1938 verkündete:

„Im Allgemeinen kann man doch mit dem großen Aufräumen bei Reclam zufrieden sein. Es kommen jetzt tausende deutscher Leser, vor allem das Volk und die Jugend, nicht mehr so leicht an die durchweg gefährlichen jüdischen Dichter und Schriftsteller heran.“

1934 wurde das deutsche Urheberrecht auf 50 Jahre nach dem Tod des Autors verlängert. Wie bereits im Ersten Weltkrieg gab der Verlag auch zu Beginn des Zweiten eine tragbare Feldbibliothek heraus. Es handelte sich dabei um stoßfeste Kästen, die 100 verschiedene Reclam-Ausgaben enthielten, so dass der Wehrmachtssoldat auch an der Front nicht auf Goethe oder Kant verzichten musste. Aufgrund der großen Verbreitung der Bände dienten Reclam-Umschläge aber auch als Tarnung für Widerstandsliteratur, ebenso wie das britische und amerikanische Militär ihre Schriften an deutsche Soldaten in Reclam-Einbänden verpackten.
Bei den Bombenangriffen am 4. Dezember 1943 wurde das gesamte Graphische Viertel Leipzigs schwer getroffen. Im Reclam-Verlag fielen 450 Tonnen Bücher den Bomben zum Opfer.

### Zwei Verlage
Zunächst hatte der Verlagseigentümer Ernst Reclam nach dem Ende des Zweiten Weltkrieges noch am Verlagsstandort Leipzig festgehalten. Er war von 1946 bis zu seinem Rücktritt im Januar 1948 sogar noch Erster Vorsteher des Leipziger Börsenvereins. Die Arbeit in der sowjetischen Besatzungszone war aber nicht nur durch die Auswirkungen des Krieges deutlich erschwert, sondern der Verlag wurde auch teilweise enteignet, ein Großteil der technischen Anlagen wurde für Reparationszwecke demontiert und in die Sowjetunion abtransportiert.
So suchte Ernst Reclam in der amerikanischen Besatzungszone in Stuttgart einen neuen Verlagsstandort, gründete hier die Reclam Verlag GmbH mit acht Buchtiteln, damals noch als Filiale des Leipziger Stammhauses. 1948 verließ er dann – wie viele andere Verlegerkollegen vor ihm – Leipzig und übersiedelte mit Familie nach Stuttgart. 1950 machte Ernst Reclam das Stuttgarter Unternehmen zum neuen Stammsitz, während ihm die neue Führung der DDR verbot, Reclam Leipzig von Stuttgart aus zu leiten. Reclam Leipzig kam unter staatliche Verwaltung, der Verlag spaltete sich auf.

#### Reclam Stuttgart

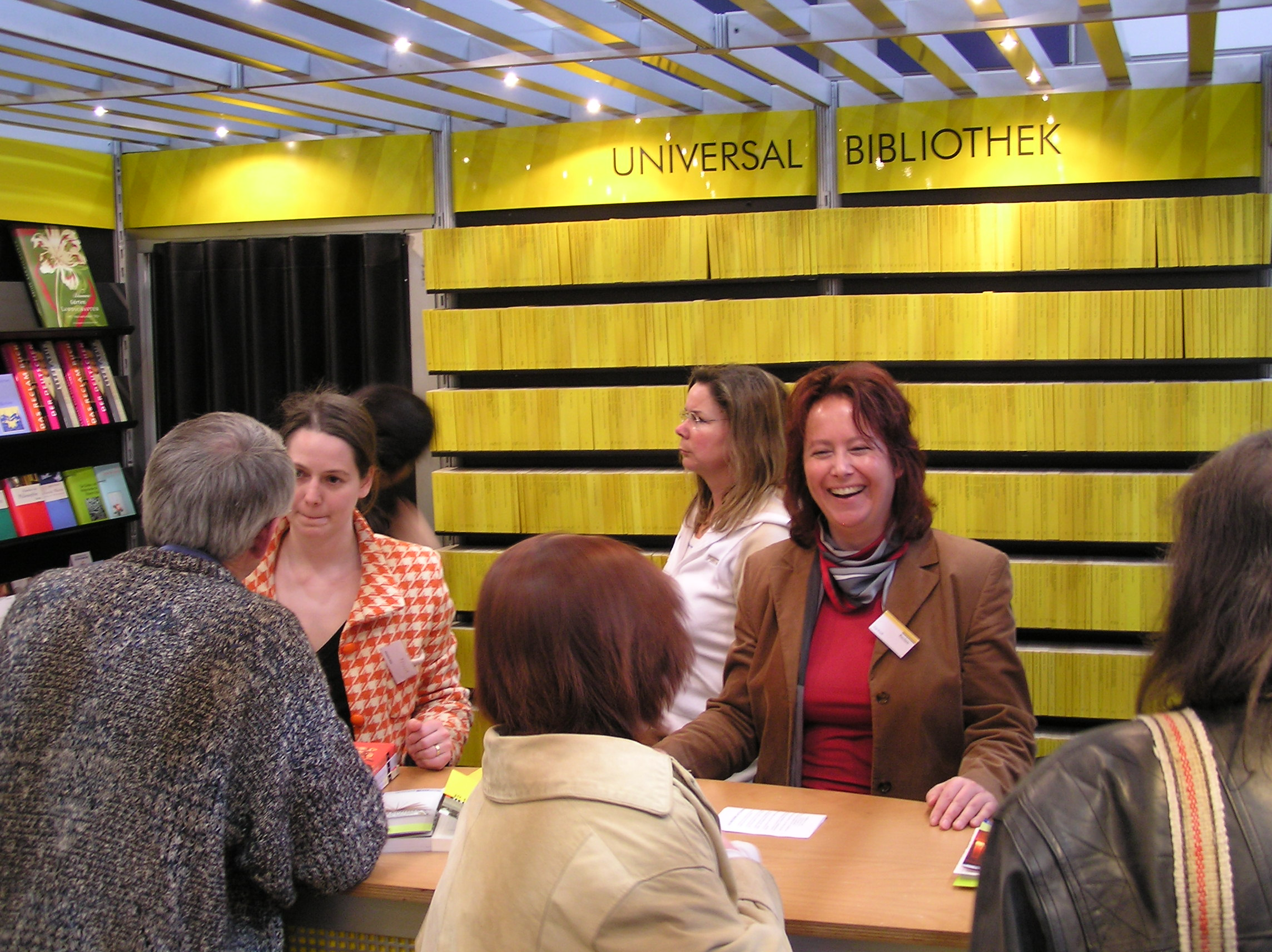
Seit 1970 erscheinen deutschsprachige Bände der Universal-Bibliothek in Gelb, hier der Verlagsstand auf der Leipziger Buchmesse 2005

Reclam Stuttgart produzierte vorwiegend für Schulen. 1953 übernahm Heinrich Reclam, der Sohn von Ernst Reclam, die Verlagsleitung. 1959 erschien der 1000. Band des neuen Verlages. Ab 1964 begann der Verlag auch verstärkt für Universitäten zu arbeiten und neben den reinen Textausgaben auch Ausgaben mit umfangreichen Anmerkungen zu erstellen.
1967, zum 100. Geburtstag der Universal-Bibliothek, waren über 1100 Titel erhältlich. Ab 1970 erschienen die Taschenbücher in ihrem bis heute beibehaltenen Aussehen: mit gelbem Umschlag für deutsche und in Orange für zweisprachige Ausgaben; ab 1983 ergänzend in Rot für fremdsprachige Ausgaben mit Vokabelhilfen. Ferner kennzeichnen grüne Umschläge Bände, welche Erläuterungen, Interpretationen, Quellenangaben zu Originaltexten und ähnliche Materialien enthalten; sie dienen als Erweiterung zu den Texten, auf die sie sich beziehen. Blaue Reclam-Hefte enthalten Lektüreschlüssel (für Schüler) und Arbeitstexte.
1980 wurden neue Verlags- und Druckereigebäude in Ditzingen bezogen. Zu diesem Zeitpunkt erwirtschaftete der Verlag mit der Universal-Bibliothek 72 Prozent des Umsatzes, 18 Prozent mit Handbüchern und Führern, zehn Prozent erbrachten Aufsatzsammlungen aus den Bereichen Deutsch, Kunst, Philosophie und Musik im relativ neu eingeführten Taschenbuch-Programm. Ab 1985 ging die Geschäftsführung des Verlags an die Reclam Geschäftsführung GmbH über, geleitet von Dietrich Bode und Stefan Reclam-Klinkhardt.
1998 übernahm der Literaturwissenschaftler Frank R. Max als Geschäftsführer den Verlag. Er hatte bei Reclam 1982 als Lektor begonnen. Es entstanden als neue Nachschlagewerke die achtbändige Ausgabe Deutsche Dichter (1988–1990) und Reclams Romanlexikon in fünf Bänden (1998–1999) sowie zusammengefasst in einem Band 2000. Er konnte für die Universal-Bibliothek die Gegenwartsautoren Robert Gernhardt, F.W. Bernstein, Hans Traxler, Eckhard Henscheid und Brigitte Kronauer gewinnen und verfasste die Chronik des Reclam-Verlags 2012. Sein Nachfolger war von Februar 2015 bis Februar 2022 der Hamburger Rechtsanwalt und Unternehmensberater Wolfgang Kattanek. Seit März 2022 ist Alexander Koeppl Geschäftsführer des Verlags.

#### Reclam Leipzig
Parallel ging der Verlagsbetrieb im Stammhaus Leipzig unter den Bedingungen der DDR weiter. Als das DDR-Kulturministerium sich weigerte, den Leipziger Verlag von Stuttgart aus führen zu lassen, stellte es ihn 1952 unter eine Treuhandverwaltung. 1953 folgte kurzzeitig die Umwandlung in einen VEB, die jedoch wieder aufgehoben wurde, da die Voraussetzung hierfür (Nazi-Verwicklung des Voreigentümers) nicht gegeben war. Reclam Leipzig gab weiterhin schwerpunktmäßig die sehr erschwinglichen Bände der Universal-Bibliothek heraus: neben Werken der Weltliteratur und deutschen Klassikern sind auch DDR-Autoren erschienen. Damit erfüllte Reclam Leipzig für die literarische Bildung eine ähnliche Funktion wie der Rowohlt Verlag mit den rororo-Büchern im Westen. Der eingesetzte Verlagsleiter Hans Marquardt bemühte sich, literarische und philosophische Werke mit umfangreichen Kommentaren versehen zu lassen, ebenso wie er versuchte, die Grenzen des in der DDR noch Erlaubten auszuloten: Neben den obligatorischen Titeln erschienen im Verlag auch Margaret Atwood, die in ihrer Heimat verfemten russischen Avantgardisten Jessenin und Boris Pasternak, Ossip Mandelstam und Anna Achmatowa, ebenso wie Heinrich Böll und Günter Grass oder die sozialistischen Kritiker der DDR Ernst Bloch und Hans Mayer.

### Nach der Wende

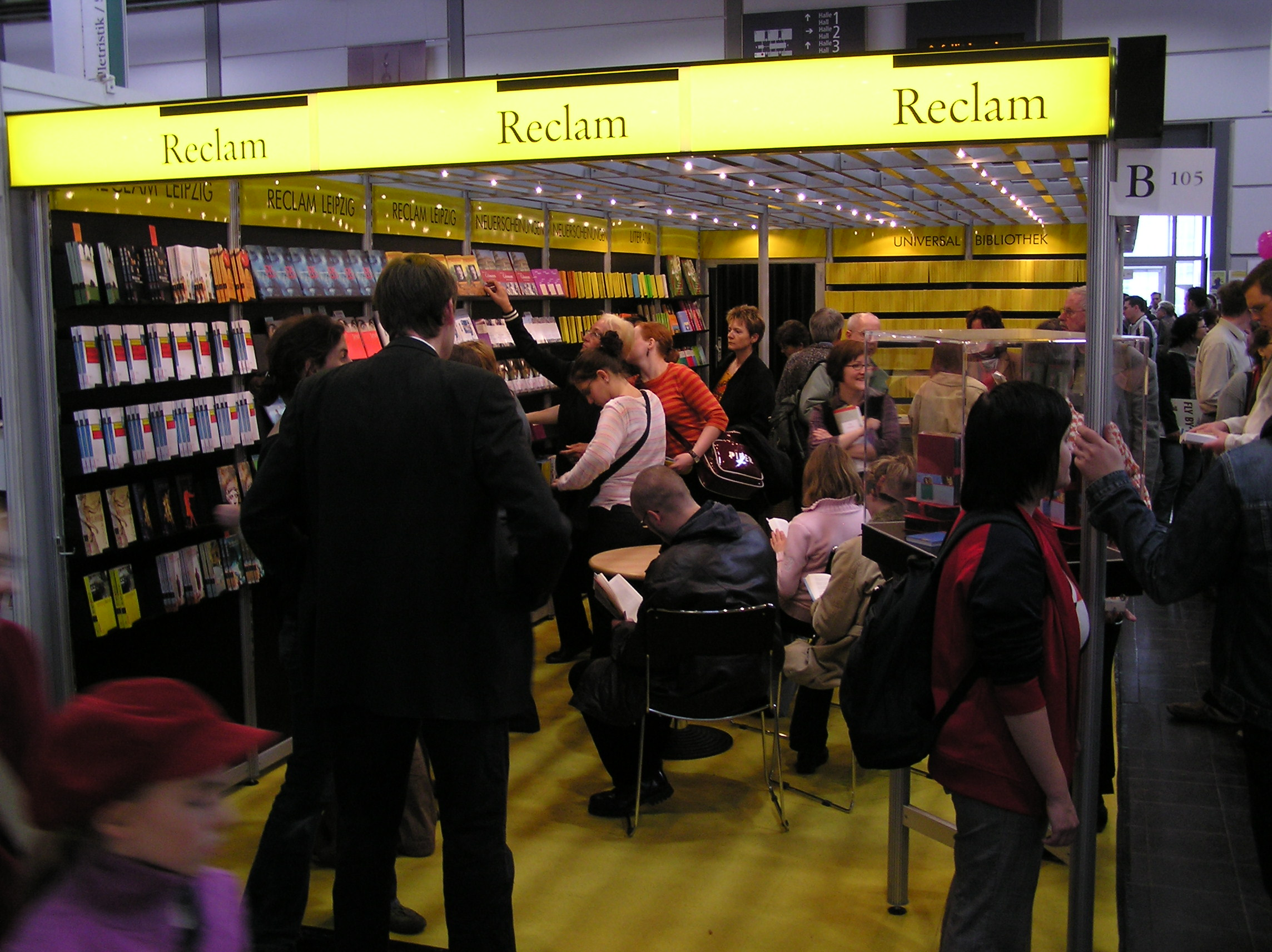
Stand auf der Leipziger Buchmesse

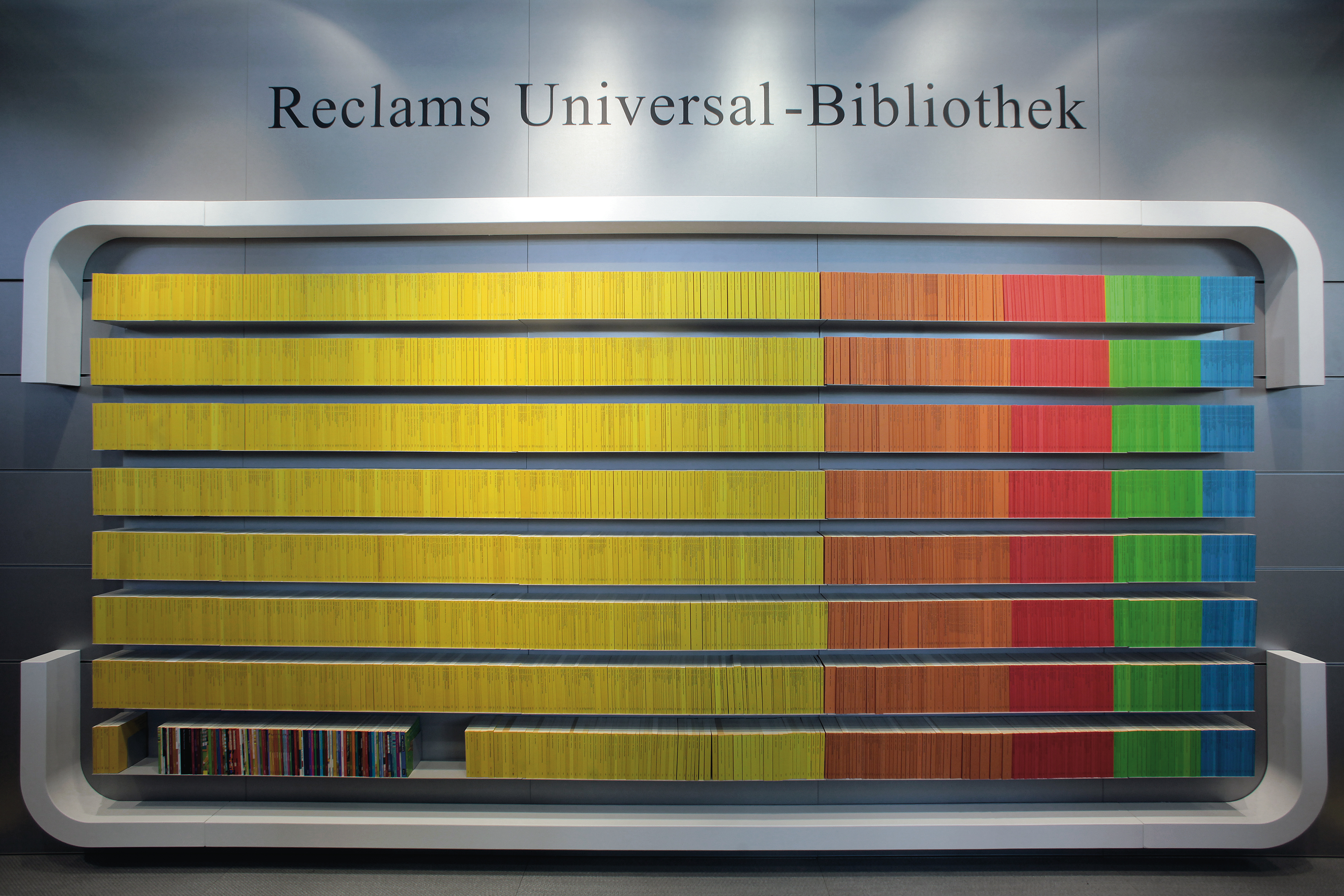
Reclam-Universal-Bibliothek

Nach der Wende war die Zukunft von Reclam Leipzig ungewiss. Die Mitarbeiter des Verlags wollten Reclam Leipzig zunächst als eigenständigen Verlag kaufen und eventuell als Stiftung weiterführen. Allerdings waren die Namensrechte ungeklärt, und sämtliche Lizenzen der Universal-Bibliothek lagen bei westdeutschen Verlagen, so dass diese nicht fortgeführt werden konnte. Die Eigentumsrechte am Reclam-Verlag selbst erwiesen sich auch als kompliziert, da Reclam Stuttgart noch Anteile besaß und über die damalige Enteignung zu DDR-Zeiten nur unvollständige Unterlagen vorlagen.
1992 entstand schließlich nach der Reprivatisierung des Leipziger Stammhauses die Tochtergesellschaft Reclam Bibliothek Leipzig. Während der sichere Geldbringer, die Universal-Bibliothek, allein in Ditzingen weitergeführt wurde, entschloss sich der Verlag auch aus historischen Gründen, die Leipziger Dependance weiterzuführen. Reclam Leipzig akquirierte neue Autoren und machte sich mit Übersetzungen von niederländischen, schwedischen und griechischen Autoren einen Namen. Unter den Erstveröffentlichungen der Leipziger fand sich Schlafes Bruder, das vorher von 20 anderen Verlagen abgelehnt worden war und das die Leipziger Redaktion auch dem Stammhaus nur mühsam abringen konnte. Schlafes Bruder blieb dabei mit einer Auflage von über einer Million Exemplaren das erfolgreichste Buch der Leipziger nach der Wende. Im Leipziger Haus erschienen die ersten Veröffentlichungen von Sibylle Berg oder die deutschen Erstausgaben von Viktor Pelewin. Zu den bekannteren Autoren des Verlags zählt auch Wiglaf Droste.
Ab 1995 nutzte der Verlag neue Medien wie CD-ROM und von 1998 an auch das Internet. Von 1999 bis 2001 produzierte Reclam außerdem Hörbücher. Am 10. Oktober 2003 feierte der Verlag sein 175-jähriges Bestehen. Die Schriftstellerin Ulla Hahn hielt die Festrede.
Anfang 2005 schloss Reclam die Herstellungsabteilung in Leipzig. Am 6. Dezember 2005 erklärte Ditzingen die Schließung des ehemaligen Stammhauses in Leipzig zum Frühjahr 2006 mit zuletzt noch vier Mitarbeitern. Der Verlag wird seither ausschließlich in Ditzingen weitergeführt.
2019 erhielt Reclam eine der drei undotierten Auszeichnungen des Deutschen Verlagspreises.
2024 erhielt der Verlag den mit 10.000 Euro dotierten Deutschen Sprachpreis.

## Rezeption

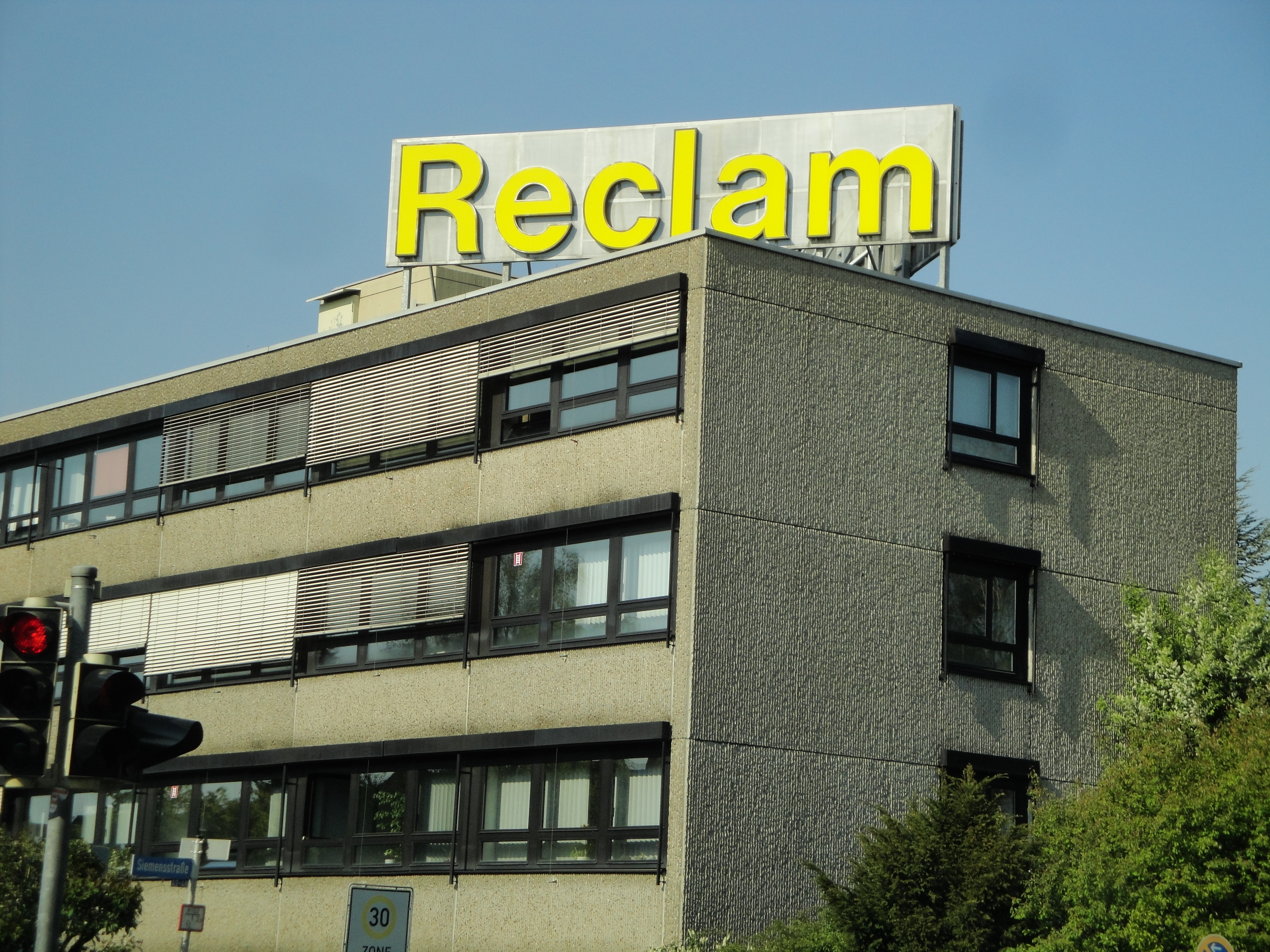
Gebäude des Reclam-Verlags in Ditzingen

Obwohl bei Reclam immer wieder auch zeitgenössische Autoren erschienen, ist der Verlag vor allem dadurch bekannt geworden, Klassiker zu günstigen Preisen anzubieten. Im Verlagswesen selbst übernahm der wichtige akademische japanische Iwanami-Verlag 1927 das Konzept der Reihe als Iwanami bunko (Iwanami-Bibliothek) und publiziert in dieser Reihe bis heute.
Der spätere Verleger Ernst Rowohlt erinnert sich an seine Jugend um die Jahrhundertwende: „Ja, Altersgenossen von mir behaupten, daß ich häufig auf der Straße, im Gehen ein Reclam-Bändchen lesend, getroffen wurde und manchmal sogar Laternenpfähle angerannt hätte“.
In Robert Musils Die Verwirrungen des Zöglings Törleß spielt ein Reclam-Heft mit einem Werk von Kant eine nicht unwesentliche Rolle. Thomas Mann erklärte 1908: „Ja, so sehr liebte ich die gelb-roten Heftchen, denen ich meine schönsten Stunden verdankte, daß es mein Traum war, ein Werk meines eigenen Geistes nach ihrer Art gedruckt vor mir zu sehen, und dieser Traum ist mir bis heute nicht fremd geworden. Wenn dreißig Jahre nach meinem Tode das eine oder andere meiner Bücher in der Reclam-Bibliothek erschiene – wäre das nicht eine kleine Unsterblichkeit?“ Sein erstes Buch bei Reclam erschien 1924 und damit noch zu seinen Lebzeiten.
Da das Verlagsprogramm Reclams aber eher der Alltags- denn der Hochkultur zugeordnet wurde, begann eine intensive wissenschaftliche Beschäftigung mit dem Verlag erst spät, wird aber öffentlich vom Verlagshaus selbst unterstützt. Die erstmals 1999 im Kölner Museum für Gedankenloses eröffnete Ausstellung Kaba und Liebe (von Schillers Kabale und Liebe) beschäftigt sich mit der Verfremdung von Reclam-Büchern durch Schüler. 2006 zeigte das Offenbacher Klingspor-Museum in der Ausstellung Reclam – Die Kunst der Verbreitung die Sammlung des Antiquars Georg Ewald, der die wahrscheinlich vollständigste Sammlung aller je erschienenen Reclam-Hefte besitzt.

## Verlagsarchiv
Die Archive des Verlags aus den Standorten Leipzig und Ditzingen mit Dokumenten von 1820 bis ca. 2000 konnten 2020 durch das Deutsche Literaturarchiv Marbach erworben werden. Schwerpunkt der Überlieferung sind Verträge, Autorenkorrespondenzen, Manuskripte sowie 55.000 Verlagspublikationen.

## Reclam-Museum in Leipzig

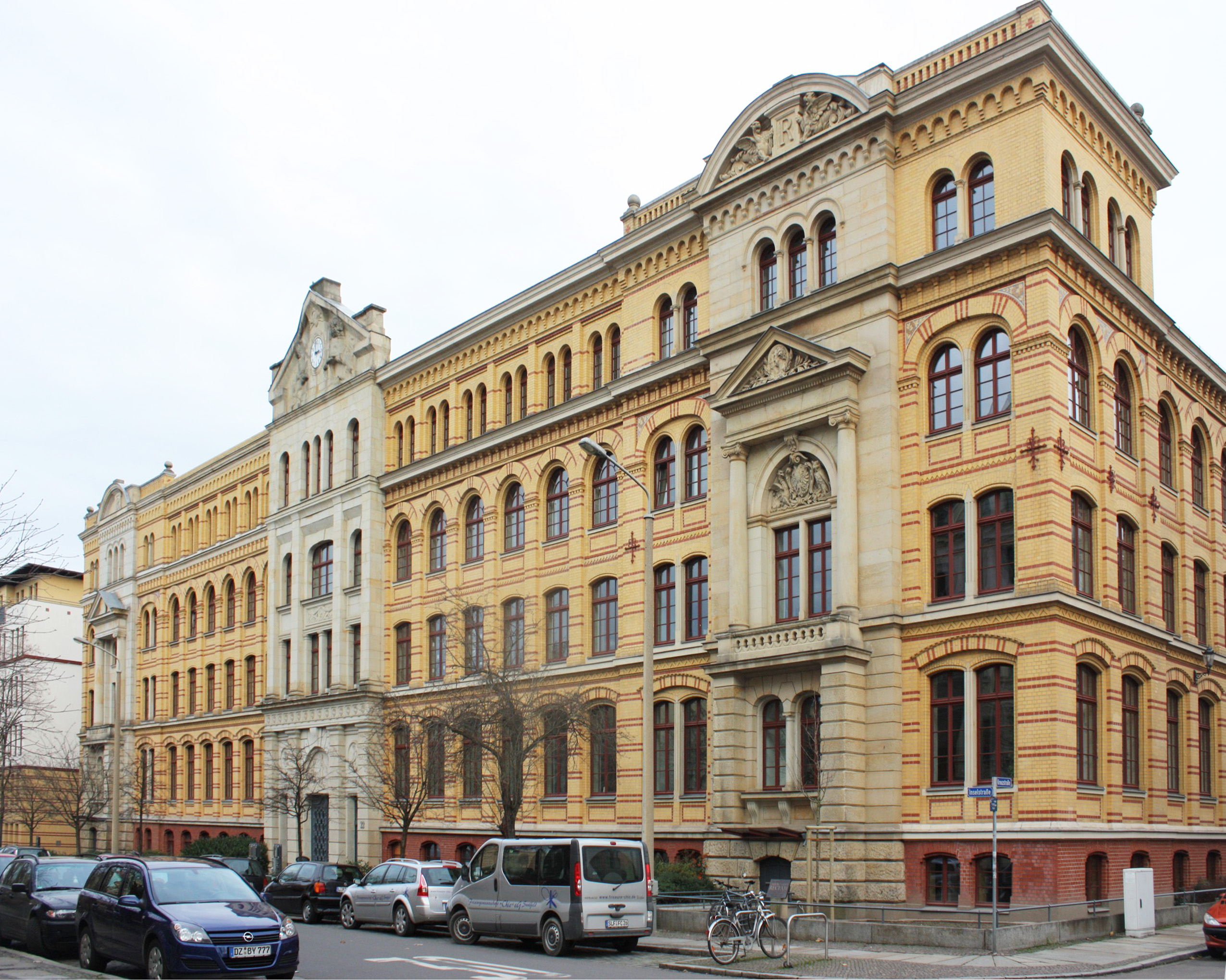
Das ehemalige Verlagsgebäude im Graphischen Viertel (2009)

Am 24. Oktober 2018 wurde in Leipzig gegenüber dem historischen Verlagsgebäude in der Kreuzstraße 12 das Reclam-Museum eröffnet. Das im Souterrain eines Geschäftshauses befindliche Museum beherbergt auf einer Fläche von etwa 50 Quadratmetern eine Ausstellung und eine Präsenzbibliothek mit dem Schwerpunkt Reclams Universal-Bibliothek.
Träger der Einrichtung ist der Verein Literarisches Museum e. V., die Räumlichkeiten werden von der gemeinnützigen Schulgesellschaft Rahn Education bereitgestellt. Die etwa 10.000 präsentierten Objekte – darunter derzeit etwa ein Drittel der Gesamtproduktion von Reclams Universal-Bibliothek, dazu Zimelien wie ein Autograph von Hermann Hesse – stammen aus der Privatsammlung Hans-Jochen Marquardts. Als Dauerleihgabe des Verlagshauses Reclam befindet sich ein funktionstüchtiger Nachbau eines Bücherautomaten in der Ausstellung.